# Thomas F. Hartnett

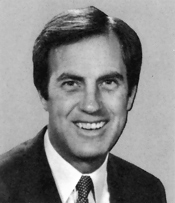
Thomas F. Hartnett

Thomas Forbes Hartnett (* 7. August 1941 in Charleston, South Carolina) ist ein US-amerikanischer Politiker. Zwischen 1981 und 1987 vertrat er den Bundesstaat South Carolina im US-Repräsentantenhaus.

## Werdegang
Thomas Hartnett besuchte die öffentlichen Schulen seiner Heimat einschließlich der Bishop England High School und des College of Charleston. Zwischen 1963 und 1969 war er Mitglied der Reserve der US-Luftwaffe. Von 1981 bis 1987 gehörte er der Flugabteilung der Nationalgarde von South Carolina an. Seit 1987 ist er Vorsitzender der Firma Hartnett Realty Co.
Politisch wurde Hartnett Mitglied der Republikanischen Partei. Zwischen 1965 und 1973 saß er als Abgeordneter im Repräsentantenhaus von South Carolina; von 1973 bis 1981 gehörte er dem Staatssenat an. Von 1972 bis 1980 war er Delegierter auf den republikanischen Parteitagen in seinem Heimatstaat, zwischen 1980 und 2000 war er ebenfalls Delegierter zu allen Republican National Conventions.
1980 wurde Hartnett im ersten Wahlbezirk von South Carolina in das US-Repräsentantenhaus in Washington, D.C. gewählt. Dort trat er am 3. Januar 1981 die Nachfolge von Mendel Jackson Davis von der Demokratischen Partei an. Seit George W. Murray, der den ersten Wahlkreis zwischen 1896 und 1897 im Kongress vertreten hatte, war Hartnett der erste Republikaner, der dieses Mandat ausübte. Nach zwei Wiederwahlen konnte er bis zum 3. Januar 1987 drei zusammenhängende Legislaturperioden im Kongress absolvieren.
Im Jahr 1986 verzichtete Hartnett auf eine weitere Kandidatur. Stattdessen bewarb er sich erfolglos um das Amt des Vizegouverneurs von South Carolina. 1992 kandidierte er ebenso erfolglos für den US-Senat. Mit 46,95 Prozent der Stimmen unterlag er allerdings nur recht knapp dem demokratischen Amtsinhaber Fritz Hollings. Heute lebt er in Mount Pleasant.